# VD/VT
 (octobre 2024).
En médecine, le rapport entre l'espace mort physiologique et le volume courant (VD /VT) est une mesure fréquemment relevée en pratique clinique, qui exprime le rapport entre la ventilation de l'espace mort (VD) et la ventilation courante (VT), à des fins de recherche ou dans la prise en charge de patients atteints de maladies respiratoires.

## Équation
{\displaystyle {\frac {V_{D}}{V_{T}}}={\frac {P_{a}{\ce {CO2}}-P_{E}{\ce {CO2}}}{P_{a}{\ce {CO2}}}}}